# 川上正也
川上 正也（かわかみ まさや、1929年4月27日 - ）は、日本の医学者・分子生物学者。日本の医学教育に分子生物学を導入したパイオニア的存在。

## 概要
北里大学名誉教授。日本細菌学会名誉会員。現在の東京都大田区生まれ。父は川上正一郎。義父は土田定次郎（早稲田大学教授）。妻は川上典子（全国音訳ボランティアネットワーク書記）、弟は川上義夫（立正大学名誉教授）。義妹は川上美那子（都立大学名誉教授）。

## 略歴
- 1956年北海道大学医学部卒業。東京大学伝染病研究所（現医科学研究所）研究生。
- 1958年群馬大学医学部講師。1960年助教授。アメリカ合衆国ジョージタウン大学、フランスCNRSパリ研究所研究員などとして、微生物学の研究に従事し、細胞内ウイルスの存在状態の一つにキャリアー状態があることを提唱。
- 1972年北里大学医学部教授。分子生物学担当。感染抵抗因子補体活性化レクチンの存在を証明した。
- 1986年より1996年の間、北里大学理学部教授、北里研究所部長などを兼務。[1]
- 1995年より株式会社住金バイオサイエンス（のちに株式会社エスアールエル）顧問。
- 2002年よりNPO法人Future Medical Laboratory専務理事。
- 1996年に北里大学を定年退職した後も、イギリス、ドイツ、アメリカ合衆国、デンマーク、ポーランドなどの研究者と共同研究をつづけて、国際誌に論文を発表。

## 学会活動と受賞
日本細菌学会、日本分子生物学会、日本免疫学会、日本アレルギー学会、日本化学療法学会、日本癌学会、日本学術会議研究連絡委員会、American Society of Microbiology、International Union of Microbiological Societies、テルモ科学技術財団評議員などの会員・役員を務めた。さらに、医療の倫理に関する機関としては、厚生省遺伝子治療に関する特別委員会、日本医師会の生命倫理懇談会などの委員を務めた。
- 1961年 - 朝日科学研究奨励賞
- 1976年 - 内藤記念科学研究賞
- 1994年 - 私学振興財団奨励賞
- 1999年 - 日本細菌学会賞（浅川賞）[3][4][5]
- 2004年 - 国際毛髪科学研究学会賞。

## 主な著書
- 川上正也，三橋進．　1960.　微生物の物質代謝．植村定治郎　他編　微生物生理学．朝倉書店．372-402.
- Kawakami. M., 1967.  Immunizing effect of the live vaccine and the surface materials obtained from various mutants of Salmonella.  La structure et les effets biologiques des produits bactériens provenant de germes Gram-négatifs. Editions du Centre National de la Recherche Sientifique, France. No. 174:255-269.
- 川上正也．1972.  サルモネラ菌Ｌ毒素．村田良介　他編．タンパク毒素 P.518-527.　講談社サイエンティフィック.
- Kawakami, M. 1973.  Heat-labile toxins produced by Gram-negative　enterobacteria.　pp.146-154. W.D. Smith (ed), Bacterial Toxins. Academic Press, New York, NY.
- Kawakami, M. 1974. Antigenic determinant involved in hypersensitivity of infected mice to lipopolysaccharide of Salmonella. pp.246-250. E.H. Kass and S.M. Wolff (ed), Bacterial lipopolysaccharide: Chemistry, Biology and Clinical Significance of Endotoxins. University of Chicago Press. Chicago, Illinois, USA.
- 川上正也，鈴木孯之，藤永蕙，，渡辺格．1975.分子生物学－病気を理解するために．講談社サイエンティフィック.
- 川上正也．1981.  各種動物の免疫応答，実験動物．伊沢久夫．他編．獣医領域における免疫学．近代出版． P.314-339.
- 川上正也．  1981.  免疫応答－細胞から分子レベルへ.  講談社サイエンティフィック．  1-129. （改訂版）
- 川上正也．　1982.  細菌の分子遺伝学．　新小児医学大系　小児感染病学　I.  20(A):41-56.  中山書店．
- 川上正也．　1982.  遺伝子についての50の基礎知識・分子遺伝学への招待　講談社（ブルーバックス）
- 山崎達美　訳，川上正也　監修．1983.  R.F. Schleif & P.C. Wensick 著.　分子生物学実験マニュアル. 講談社サイエンティフィック．
- 川上正也． 1983. 免疫グロブリンの遺伝子．　大沢利昭　編，　免疫化学．　南江堂．　pp.287-304.
- 카와카미 마사야나. 1983. 박경숙 번역. 유전자에 대한 50의 기초지식 분자유전학에의 초대 (川上正也　著． 朴京淑　訳．遺伝子についての50の基礎知識・分子遺伝学への招待)　電波科学社（BLUE BACKS韓国版）
- 川上正也，鈴木孯之，藤永蕙，渡辺格．　1985.　医科分子生物学．　講談社サイエンティフィック．　P. 1-333.
- 川上正也（編集）．1989. 日本微生物学協会編．微生物学辞典．　技報堂出版・東京．
- 川上正也． 1990.　遺伝子病．川上正也　編. 医学の中の遺伝子工学．　国際医学出版，　東京．　P. 1-180.
- 川上正也，柴忠義，千谷晃一，高木康敬　編．  1991. ヒトの分子遺伝学．　講談社サイエンティフィク．P. 1‐144．
- 川上正也　2012. 心のアンチエイジング．講談社ビジネスパートナーズ．

## 原著論文
原著論文（主として英文）は150編以上